# 蔡氏岩頭長頷魚
蔡氏岩頭長頜魚，為輻鰭魚綱骨舌魚目象鼻魚科的其中一種，分布於非洲剛果河流域，體長可達8.6公分，棲息在底層水域，生活習性不明。